# ایرمانت (ویرجینیا)
ایرمانت، ویرجینیا (به انگلیسی: Airmont, Virginia) یک منطقهٔ مسکونی در ایالات متحده آمریکا است که در ویرجینیا واقع شده‌است.